# Żytno (gmina)
Żytno – gmina wiejska w województwie łódzkim, w powiecie radomszczańskim. W latach 1975–1998 gmina położona była w województwie częstochowskim.
Siedziba gminy to Żytno.
Według danych z 31 grudnia 2011 gminę zamieszkiwało 5425 osób.

## Historia gminy
Od XV do XVIII wieku Żytno posiadało prawa miejskie. Ziemiami będącymi obecnie w gminie Żytno władały znane rody szlacheckie m.in.: Borzykowscy herbu Abdank, Pągowscy herbu Doliwa, Pukarzewscy herbu Śreniawa, Rędzińscy herbu Zadora, Życieńscy herbu Zadora, Ostrowscy herbu Korab, Siemieńscy herbu Leszczyc, Majowie herbu Starykoń, Moszyńscy herbu Łodzia, Koniecpolscy herbu Pobóg.
W gospodarce na terenie gminy dominowało rolnictwo. Od XIX wieku zaczęto tu uprawiać na skalę przemysłową buraki cukrowe i chmiel oraz powstały stadniny koni oraz stawy rybne. W XIX wieku następuje rozwój drobnego przemysłu (kuźnice, cegielnie, młyny, tartaki, gorzelnie, cukrownie). 
Mieszkańcy gminy brali czynny udział w powstaniach narodowych oraz w walkach partyzanckich w okresie II wojny światowej.
W XIX i XX wieku w wielu miejscowościach na terenie gminy funkcjonowały szkoły oraz prowadzono aktywne życie kulturalne.
W 1973 roku z połączenia trzech gromad: Borzykowy, Maluszyna i Żytna, powstała gmina Żytno. 

## Położenie gminy
Gmina Żytno położona jest w południowo-zachodniej części powiatu radomszczańskiego. Siedzibą władz administracyjnych i samorządowych jest Żytno. Powierzchnia gminy znajduje się w zlewni rzeki Pilicy, która od strony wschodniej stanowi jej naturalną granicę. Blisko 50% jej powierzchni pokrywają lasy. Przez teren gminy przebiega droga krajowa Radomsko – Włoszczowa oraz sieć dróg wojewódzkich i gminnych, stanowiących dogodne połączenia komunikacyjne. W oparciu o wytwarzane produkty rolnictwa, występują możliwości rozbudowy przemysły rolno-spożywczego. Wykorzystując surowce i materiały, takie jak piasek, żwir i glina można produkować w dużym zakresie materiały budowlane. Dużo lasów, wód i czystego powietrza sprzyja rozwojowi agroturystyki.

## Rezerwaty przyrody
Na terenie gminy znajduje się rezerwat przyrody Dębowiec chroniący naturalny grąd z lipą szerokolistną na krańcach zasięgu oraz łęg wiązowo-jesionowy z rzadkimi roślinami zielnymi.

## Struktura powierzchni
Według danych z roku 2002 gmina Żytno ma obszar 197,62 km², w tym:
- użytki rolne: 51%
- użytki leśne: 39%

Gmina stanowi 13,69% powierzchni powiatu.

## Demografia

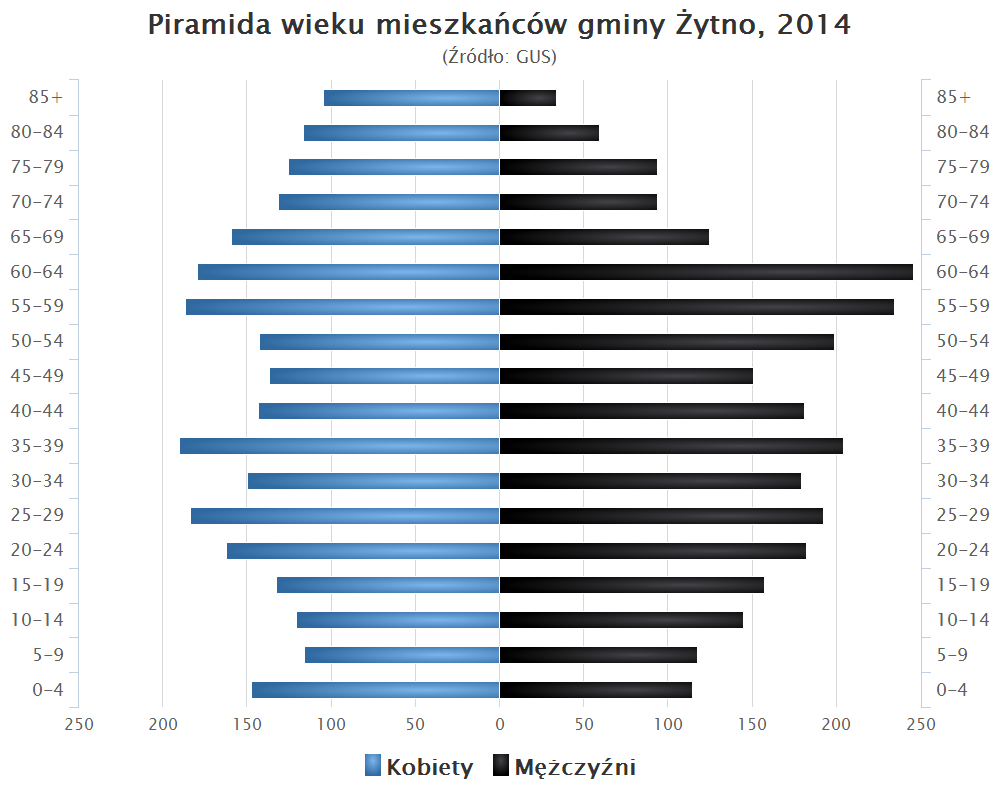
Piramida wieku mieszkańców gminy Żytno w 2014 roku

Dane z 31 grudnia 2011:
| Opis                              | Ogółem | Ogółem | Kobiety | Kobiety | Mężczyźni | Mężczyźni |
| --------------------------------- | ------ | ------ | ------- | ------- | --------- | --------- |
| jednostka                         | osób   | %      | osób    | %       | osób      | %         |
| populacja                         | 5425   | 100    | 2634    | 49      | 2791      | 51        |
| gęstość zaludnienia (mieszk./km²) | 28     | 28     | -       | -       | -         | -         |

## Miejscowości w gminie
- Wsie sołeckie: Borzykowa, Borzykówka, Budzów, Ciężkowiczki, Czechowiec, Grodzisko, Kozie Pole, Łazów, Maluszyn, Mała Wieś, Mosty, Pągów, Pierzaki, Polichno, Pukarzów, Rędziny, Rogaczówek, Sady, Sekursko, Silnica, Silniczka, Sudzinek, Żytno
- Miejscowości niesołeckie: Barycz, Bugaj, Czarny Las, Ewina, Ferdynandów, Jacków, Jatno, Kąty, Kolonia Czechowiec, Magdalenki, Sudzin, Załawie
- Osady:  Czech, Folwark, Fryszerka, Nurek, Sowin
- Kolonie: Brzeziny, Ignaców, Kępa, Pławidła, Rędziny (kolonia), Wymysłów
- Przysiółek: Turznia

## Sąsiednie gminy
Dąbrowa Zielona, Gidle, Kluczewsko, Kobiele Wielkie, Koniecpol, Wielgomłyny, Włoszczowa